# ماريون (ألاباما)
ماريون (بالإنجليزية: Marion)‏ هي مدينة أمريكية تقع في ولاية ألاباما.تبلغ مساحة هذه المدينة 27.7 (كم²)،ويبلغ عدد سكانها 3686 نسمة حسب إحصاء سنة 2010 م.تشير الإحصاءات بأن الكثافة السكانية في هذه المدينة تقدر بـ(126.8) نسمة/كم2.

## التركيبة السكانية
حدّد مكتب تعداد الولايات المتحدة بيانات التركيبة السكانية لماريون في تعداد الولايات المتحدة. في ما يلي، التركيبة السكانية حسب تعدادي 2000 و2010.

### تعداد عام 2000
بلغ عدد سكان ماريون 3,511 نسمة بحسب تعداد عام 2000، وبلغ عدد الأسر 1,184 أسرة وعدد العائلات 819 عائلة مقيمة في المدينة. في حين سجلت الكثافة السكانية 127.2 نسمة لكل كيلومتر مربع (329.4/ميل2). وبلغ عدد الوحدات السكنية 1,418 وحدة بمتوسط كثافة قدره 51.4 لكل كيلومتر مربع (133.1/ميل2).
وتوزع التركيب العرقي للمدينة بنسبة 36.26% من البيض و62.46% من الأمريكيين الأفارقة و0.26% من الأمريكيين الأصليين و0.09% من الأمريكيين ذوي الأصول الآسيوية و0.09% من سكان جزر المحيط الهادئ و0.26% من الأعراق الأخرى و0.60% من عرقين مختلطين أو أكثر و0.97% من الهسبانيون أو اللاتينيون من أي عرق.
بلغ عدد الأسر 1,184 أسرة كانت نسبة 37.2% منها لديها أطفال تحت سن الثامنة عشر تعيش معهم، وبلغت نسبة الأزواج القاطنين مع بعضهم البعض 38.8% من أصل المجموع الكلي للأسر، ونسبة 25.3% من الأسر كان لديها معيلات من الإناث دون وجود شريك، بينما كانت نسبة 5.1% من الأسر لديها معيلون من الذكور دون وجود شريكة وكانت نسبة 30.8% من غير العائلات. تألفت نسبة 28.9% من أصل جميع الأسر من عدة أفراد يعيشون في نفس المنزل ونسبة 12.6% كانت تتألف من شخص يعيش بمفرده يبلغ من العمر 65 عاماً أو أكثر. وبلغ متوسط حجم الأسرة المعيشية 2.57، أما متوسط حجم العائلات فبلغ 3.17.
بلغ العمر الوسطي للسكان 31.2 عاماً. وكانت نسبة 26% من القاطنين تحت سن الثامنة عشر، وكانت نسبة 8% بين الثامنة عشر والرابعة والعشرين عاماً، ونسبة 21.3% كانت واقعةً في الفئة العمرية ما بين الخامسة والعشرين والرابعة والأربعين عاماً، ونسبة 18.3% كانت ما بين الخامسة والأربعين والرابعة والستين، ونسبة 13% كانت ضمن فئة الخامسة والستين عاماً فما فوق. يوجد لكل 100 أنثى 79.5 ذكر، ويوجد لكل 100 أنثى في الثامنة عشر من عمرها فما فوق 73.4 ذكر.
بلغ متوسط دخل الأسرة في المدينة 24,330 دولارًا، أما متوسط دخل العائلة فبلغ 29,663 دولارًا. وكان متوسط دخل الذكور 27,422 دولارًا مقابل 20,240 دولارًا للإناث. وسجل دخل الفرد الخاص بالمدينة 11,934 دولارًا. وكانت نسبة 28.4% من العائلات ونسبة 33.4% من السكان تحت خط الفقر، وكان من هؤلاء نسبة 51.3% تحت سن الثامنة عشر ونسبة 15.1% في الخامسة والستين من العمر وما فوق.

### تعداد عام 2010
بلغ عدد سكان ماريون 3,686 نسمة بحسب تعداد عام 2010، وبلغ عدد الأسر 1,180 أسرة وعدد العائلات 776 عائلة مقيمة في المدينة. في حين سجلت الكثافة السكانية 133.5 نسمة لكل كيلومتر مربع (345.8/ميل2). وبلغ عدد الوحدات السكنية 1,368 وحدة بمتوسط كثافة قدره 49.5 لكل كيلومتر مربع (128.2/ميل2).
وتوزع التركيب العرقي للمدينة بنسبة 34.26% من البيض و64.11% من الأمريكيين الأفارقة و0.19% من الأمريكيين الأصليين و0.62% من الأمريكيين ذوي الأصول الآسيوية و0.03% من سكان جزر المحيط الهادئ و0.22% من الأعراق الأخرى و0.57% من عرقين مختلطين أو أكثر و1.93% من الهسبانيون أو اللاتينيون من أي عرق.
بلغ عدد الأسر 1,180 أسرة كانت نسبة 36.8% منها لديها أطفال تحت سن الثامنة عشر تعيش معهم، وبلغت نسبة الأزواج القاطنين مع بعضهم البعض 32.9% من أصل المجموع الكلي للأسر، ونسبة 27.9% من الأسر كان لديها معيلات من الإناث دون وجود شريك، بينما كانت نسبة 5% من الأسر لديها معيلون من الذكور دون وجود شريكة وكانت نسبة 34.2% من غير العائلات. تألفت نسبة 30.8% من أصل جميع الأسر من عدة أفراد يعيشون في نفس المنزل ونسبة 13% كانت تتألف من شخص يعيش بمفرده يبلغ من العمر 65 عاماً أو أكثر. وبلغ متوسط حجم الأسرة المعيشية 2.51، أما متوسط حجم العائلات فبلغ 3.16.
بلغ العمر الوسطي للسكان 30.7 عاماً. وكانت نسبة 22.1% من القاطنين تحت سن الثامنة عشر، وكانت نسبة 21.8% بين الثامنة عشر والرابعة والعشرين عاماً، ونسبة 19% كانت واقعةً في الفئة العمرية ما بين الخامسة والعشرين والرابعة والأربعين عاماً، ونسبة 20.7% كانت ما بين الخامسة والأربعين والرابعة والستين، ونسبة 16.4% كانت ضمن فئة الخامسة والستين عاماً فما فوق. وتوزع التركيب الجنسي للسكان بنسبة 46.5% ذكور و53.5% إناث.

## أعلام
- أندرو بي. مور
- كوريتا سكوت كينغ
- س. إتش جاي تايلور
- إديث سكوت باغلي
- هال كيمب